# (26691) Lareegardner
(26691) Lareegardner est un astéroïde de la ceinture principale.

## Description
(26691) Lareegardner est un astéroïde de la ceinture principale. Il fut découvert le 19 mars 2001 à Socorro (Nouveau-Mexique) par le projet LINEAR. Il présente une orbite caractérisée par un demi-grand axe de 2,26 UA, une excentricité de 0,16 et une inclinaison de 5,3° par rapport à l'écliptique.

## Compléments